# Punta de sa Pattada
Punta de sa Pattada, o Rocca de Sa Pattada, è una montagna della Sardegna situata in provincia di Oristano nel comune di Scano di Montiferro, al confine con i comuni di Cuglieri e Santu Lussurgiu.
Il terreno intorno a Punta de sa Pattada è prevalentemente collinare, ma a nord-est è pianeggiante. Il punto più alto più vicino è Monte Urtigu, a 3,6 km a sud di Punta de sa Pattada. L'area intorno a Punta de sa Pattada è quasi ricoperta da foreste miste. Alle pendici della montagna nasce il Riu Mannu e sulla sua sommità è situata una vedetta antincendio.
Il clima è temperato, la temperatura media è di 14 °C. Il mese più caldo è luglio, con 26 °C, e il più freddo è febbraio, con 4 °C. La piovosità media è di 825 millimetri all'anno. Il mese più piovoso è novembre, con 147 millimetri di pioggia, e il più secco è luglio, con 13 millimetri.

## Monumenti e luoghi di interesse
- Parete rocciosa naturale di Rocca Traessa
- Nuraghe Leari